# Daniel Timmons
Daniel Timmons (* 10. Januar 1961; † 18. Dezember 2005) war Autor und Tolkien-Experte.
Bis 1998 war er Professor für englische Sprache an der University of Toronto und bis 2005 an der Ryerson University in Toronto, Kanada. Der Titel seiner Dissertation lautete Mirror on Middle-earth: J.R.R. Tolkien and the Critical Perspectives. Außerdem ist Daniel Timmons Autor einiger Essays und Artikel über J.R.R. Tolkien und drehte die Fernsehdokumentation The Legacy of Lord of the Rings.

## Schriften
- J.R.R. Tolkien and His Literary Resonances: Views of Middle-Earth (Contributions to the Study of Popular Culture) (Hrsg.)